# Ulf Kristersson
Ulf Hjalmar Ed Kristersson (* 29. prosince 1963 Lund) je švédský politik, od října 2022 předseda vlády Švédského království, když po zářijových parlamentních volbách sestavil středopravicový menšinový kabinet Umírněných, Křesťanských demokratů a Liberálů podporovaný Švédskými demokraty. Od října 2017 je předsedou konzervativní Umírněné strany. Před sestavením kabinetu plnil úlohu vůdce opozice z titulu lídra nejsilnějšího opozičního subjektu. Již mezi roky 1988–1992 předsedal Mladé lize Umírněných, mládežnické organizaci strany.
V roce 2014 se stal členem švédského parlamentu, Riksdagu, za obvod Södermanland. V zákonodárném sboru zasedal i v letech 1991–2000 za stockholmský kraj. V období 2010–2014 zastával úřad ministra sociálního zabezpečení v koaliční vládě Fredrika Reinfeldta. Následně se po přechodu do opozice stal stínovým ministrem financí a ekonomickým expertem Umírněných.

## Soukromý život
Narodil se roku 1963 v jihošvédském Lundu, ležícím ve skånském kraji, do rodiny Larse Kristerssona (1938–2015) a Kariny Kristerssonové. V pěti letech se s rodiči přestěhoval do Torshälly, v sousedství města Eskilstuna. V mládí se věnoval gymnastice. Po maturitě na eskilstunském gymnáziu S:t Eskils absolvoval v letech 1983–1984 vojenskou prezenční službu, jako velitel čety u upplandského pěchotního pluku. V roce 1988 vystudoval ekonomii na Uppsalské univerzitě.
V roce 1991 se oženil s Birgittou Edovou, podnikatelkou a PR konzultantkou, která působila i ve státní správě. Rodina žije ve Strängnäsu. Manželé adoptovali tři dcery z Číny, kde jeho žena také pracovala. Sám se stal předsedou Švédského centra pro adopci.

## Politická kariéra

### 1985–2000: Etablování se v celonárodní politice
Před parlamentními volbami 1985 se jako člen Mladé ligy Umírněných zapojil do kampaně v Södermanlandu na jihu Švédska. V závěru listopadu 1988 byl zvolen předsedou této mládežnické organizace Umírněné strany a ve funkci nahradil Beatrice Askovou. V zářijových sněmovních volbách 1991 skončili Umírnění druzí a poprvé od roku 1982 se vrátili do vlády. Předseda strany Carl Bildt se stal prvním umírněným premiérem od roku 1930. Kristersson byl ve 27 letech zvolen do Riksdagu, kde zasedal ve výboru pro sociální zabezpečení. Během volebního období vystupoval jako kritik krizové dohody koaliční vlády uzavřené s opozičními sociálními demokraty. Přátelské vztahy navázal s bývalým vůdcem Umírněných Göstou Bohmanem, s nímž se v některých aspektech shodoval na kritice Bildtova kabinetu.

V roce 1992 ztratil vůdcovství v Mladé lize Umírněných, když na kontroverzním volebním kongresu, známém podle místa konání jako bitva o Lycksele, prohrál s budoucím premiérem Fredrikem Reinfeldtem poměrem hlasů 52 : 55. Kontroverznost byla dána vyvrcholením vleklého ideologického sporu mezi Reinfeldtovou konzervativní a Kristerssonovou neoliberální frakcí. Porážka pro něj znamenala ústup z frontové linie politického souboje. Později byl zařazen do „Ztracené generace“ Umírněné strany. Souběžně s výkonem poslaneckého mandátu působil v letech 1995 až 1998 jako vedoucí marketingu v liberálním think tanku Timbro.

### 2000–2017: Odchod a návrat do Riksdagu, vstup do místní politiky a ministr Reinfeldtovy vlády
V závěru dubna 2000 rezignoval na poslanecký mandát, když se rozcházel s novým stranickým vůdcem Boem Lundgrenen, který podle Kristerssonova přesvědčení nejevil zájem o jeho služby. Dva roky pracoval v soukromém sektoru, převážně na pozici ředitele komunikace a viceprezidenta Adcore, společnosti působící v digitálním marketingu. Poté se stal předsedou Švédského centra pro adopci.
Do aktivní politiky se vrátil v roce 2002. Čtyři roky působil jako radní pro finanční záležitosti ve Strängnäsu.  V roce 2006 byl zvolen místostarostou Stockholmu pro oblast sociální péče a práce. Předseda Umírněných Fredrik Reinfeldt jej přizval vést stranický výbor pro nastolení nové rodinné politiky. V této funkci na sebe upozornil návrhem, který se neslučoval s přístupem strany, když požadoval aby otcové z rodin usilujících o všechny sociální výhody měli povinnost setrvat měsíc na otcovské dovolené.
Předseda vlády Fredrik Reinfeldt si jej v říjnu 2010 vybral do úřadu ministra pro sociální zabezpečení, v němž setrval čtyři roky. Po parlamentních volbách 2014 odešli Umírnění do opozice a Kristersson se stal po čtrnácti letech opět poslancem, tentokrát za södermanlandský obvod. Po Reinfeldtově rezignaci jej nová předsedkyně Umírněných Anna Kinbergová Batrová jmenovala stínovým ministrem.

### 2017–2022: Vůdce opozice
V zářijových parlamentních volbách 2018 zaostal blok čtyř středopravicových stran sdružených v Alianci pro Švédsko o jediný mandát za středolevým paktem vedeným sociálními demokraty premiéra Stefana Löfvena. Poté, co se Löftenovi nepodařilo získat důvěru Riksdagu, byl v říjnu 2018 jednáním o sestavení vlády pověřen Kristersson jako předseda nejsilnější frakce Aliance. V listopadu však jeho projekt švédský parlament odmítl. Sociální demokraté nakonec pokračovali ve vládním angažmá další volební období, když na počátku roku 2019 zformovali menšinový kabinet se Zelenými. Po neúspěchu vytvořit vládu se v roce 2019 Aliance pro Švédsko rozpadla.
Kristersson tak v parlamentu dále plnil úlohu vůdce opozice, předáka nejsilnější opoziční strany, kterou převzal v říjnu 2017 od své předchůdkyně Anny Kinbergové Batrové, kdy ji vystřídal v čele Umírněné strany.
Možnosti sestavit vládu během léta 2021, po pádu druhého Löfvenova kabinetu po ztrátě podpory od Levicové strany, se vzdal, a po devíti dnech od premiérovy demise umožnil vznik třetí Löfvenovy vlády.

### Od 2022: Předseda vlády

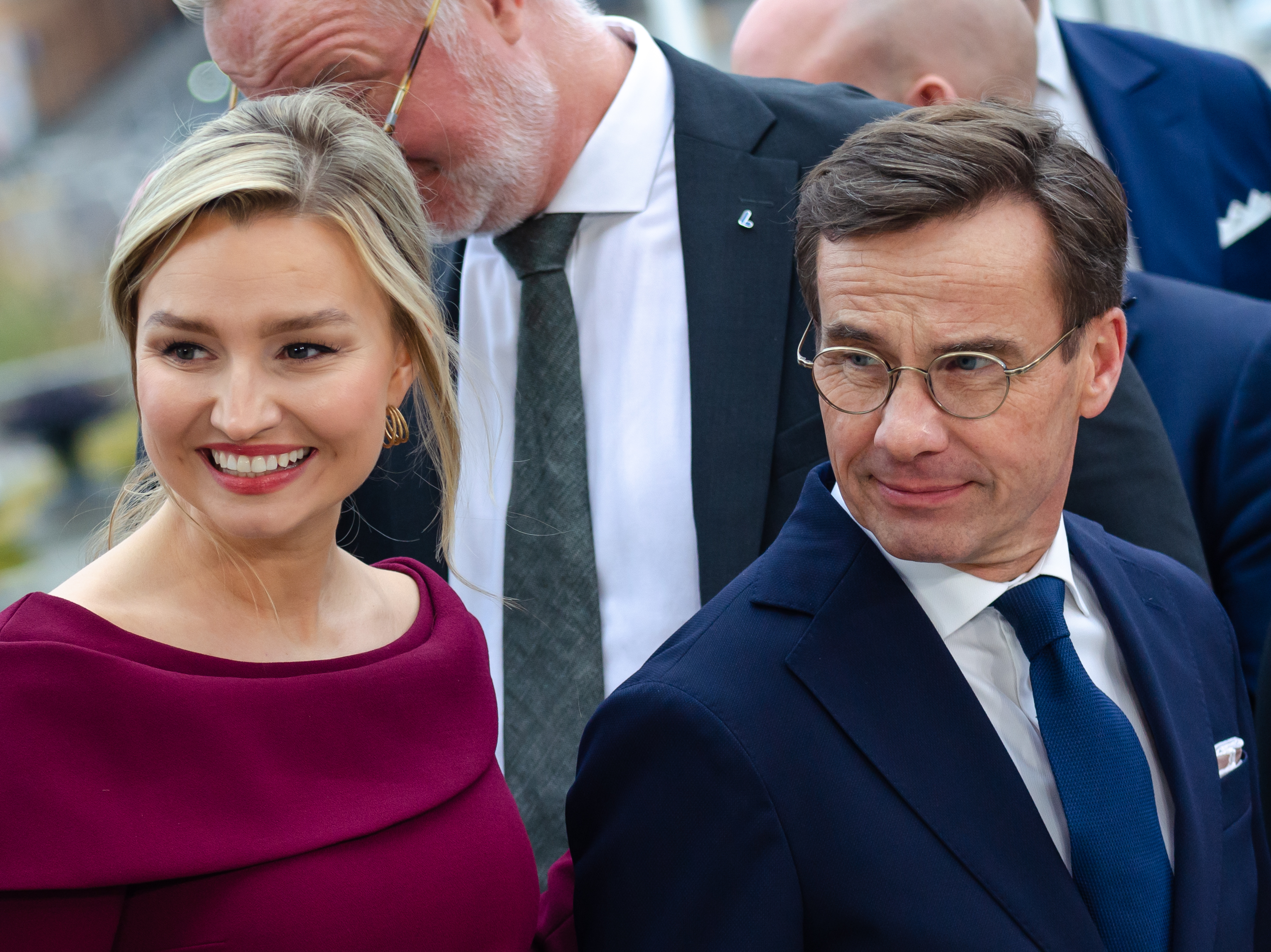
Vicepremiérka Ebba Buschová a premiér Ulf Kristersson na vyhlídkové terase Lejonbacken před královským palácem v den uvedení do úřadů, po setkání s králem Karlem XVI. Gustavem (říjen 2022)

V zářijových parlamentních volbách 2022 skončili jeho Umírnění na třetím místě se 68 mandáty. Přestože vítězní sociální demokraté posílili na 107 křesel, nedisponoval levicový blok premiérky Magdaleny Anderssonové parlamentní většinou, a nedokázal tak sestavit vládu. S druhými v pořadí, protiimigračně zaměřenými nacionalisty – Švédskými demokraty, odmítly středopravicové strany otevřeně spolupracovat. Předseda parlamentu Andreas Norlén proto pověřil sestavením vlády lídra třetího subjektu „na pásce“, Ulfa Kristerssona, který 14. října oznámil koaliční dohodu o vzniku menšinového kabinetu Umírněných s Křesťanskými demokraty Ebby Buschové (19 mandátů) a Liberálními lidovci Johana Pehrsona (16 mandátů). K většině 175 křesel ve 349členném parlamentu trojkoalici scházelo 72 poslanců. Vznikla tak dohoda o podpoře vlády ze strany Švédských demokratů, kteří dodali 73 potřebných hlasů. Prolomili tím nulový koaliční potenciál, jakožto subjekt v minulosti označovaný za „extremistický“, s nímž nechtěl nikdo spolupracovat. Kristersson byl v zákonodárném sboru schválen premiérem 17. října 2022 většinou 176 poslanců. Proti se vyslovilo 173 zástupců nastupující opozice. Oficiálně se úřadu ujal o den později, kdy v Riksdagu představil členy koaliční vlády.